# Georgij Nurov
Georgij Valer'evič Nurov (in russo Георгий Валерьевич Нуров?; Mosca, 8 giugno 1992) è un ex calciatore russo, di ruolo attaccante.

## Carriera

### Nazionale
Ha debuttato con la maglia della nazionale Under-21 russa durante le qualificazioni al campionato europeo di categoria nel 2015.